# Dumre Dharapani
Dumre Dharapani (nep. डुम्रे धारापानी) – gaun wikas samiti we wschodniej części Nepalu w strefie Sagarmatha w dystrykcie Khotang. Według nepalskiego spisu powszechnego z 2001 roku liczył on 583 gospodarstw domowych i 3305 mieszkańców (1693 kobiet i 1612 mężczyzn).